# گلن موریس
گلن موریس (انگلیسی: Glenn Morris؛ ۱۸ ژوئن ۱۹۱۲ – ۳۱ ژانویهٔ ۱۹۷۴) یک ورزشکار و هنرپیشه اهل ایالات متحده آمریکا بود.
او دهمین بازیگری است که در نقش تارزان ظاهر شده است. گلن موریس یک قهرمان ورزشِ دو و میدانی و دارندهٔ مدال طلای المپیک در رشته «دهگانه» در سال ۱۹۳۶ است که رکورد جدیدی در المپیک و جهان به نام خود ثبت نمود.
از فیلم‌های او می‌توان به انتقام تارزان اشاره نمود.